# Franz von Werra
Franz von Werra (13. července 1914 – 25. října 1941) byl německým stíhacím esem (21 potvrzených sestřelů), jemuž se za druhé světové války podařilo utéci z britského zajateckého tábora a jako jedinému německému pilotovi se mu podařilo vrátit do vlasti a opět se zapojit do bojů.

## Život

### Dětství a mládí
Franz von Werra se narodil 13. července 1914 zchudlým švýcarským rodičům v Leuku (kanton Wallis). Spolu se svojí sestrou se však už v patnácti měsících dostal jako adoptivní dítě do péče německé aristokratické rodiny. Jeho novým otcem byl pruský major Oswald Carl a matkou Židovka baronka Louisa von Haber. Rodina žila nejdříve ve Ville Donaueck (dnes dům Maria Trost) v Beuronu, roku 1925 se přestěhovala do Kolína. V roce 1932 se rodina ocitla ve finanční krizi, adoptivní rodiče se rozešli a Werra se jako černý pasažér dostal do amerického New Orleans. Po svém návratu viděl svoji budoucnost v armádě, a tak se roku 1936 stal stíhačem v Luftwaffe.

### Bitva o Francii
Na začátku války sloužil ve Francii v letce Jagdgeschwader 3. Jako schopný důstojník se stal adjutantem II. Gruppe, JG3, navzdory svému playboyskému vystupování a častému vychloubání (v německém tisku se objevil se svým plyšovým lvem Simbou, kterého při sobě nosil jako maskota jednotky). Také používal titulu baron, ačkoliv na to neměl právo. V každém případě však zlikvidoval dva francouzské bombardéry a byl vyznamenán železným křížem 2. třídy.

### Bitva o Británii
Během bitvy o Británii sestřelil během jednoho dne šest nepřátelských letadel, za což byl odměněn železným křížem 1. třídy. Pak následovalo ještě 5 Spitfirů a 9 Hurricanů (z toho 6 na zemi), přesně zdokumentováno je ale do Werrova zajetí jen 8 sestřelů. 5. září 1940 byl Werrův Messerschmitt Bf 109 nad Kentem sestřelen Spitfiry z 41. perutě RAF. S poničeným letadlem se mu podařilo přistát v poli, kde byl ihned zajat a poslán do London District Prisoner of War Cage. Osmnáct dní byl vyslýchán a poté převezen do zajateckého tábora POW Camp No.1 v Grizedale Hall v hrabství Cumbria.

### První pokus o útěk
7. října se pokusil o útěk poprvé, a to během denní vycházky mimo tábor. Plán si připravil dopředu a domluvil se na něm s ostatními zajatci. Na pravidelné zastávce využil chvíle, kdy ho kryl vozík s ovocem i kamarádi, přeskočil cihlovou zídku a zmizel v poli. Po odhalení Werrova zmizení armáda zalarmovala místní farmáře i domobranu. 10. října ho dva příslušníci domobrany chytili ve vepříně, on jim ale znovu utekl. Až 12. října byl definitivně chycen, když se zkoušel skrýt pod vodou. Byl odsouzen ke 21 dnům samotky a 3. listopadu byl převezen do tábora Camp No 10 ve Swanwicku (Derbyshire).

### Druhý pokus o útěk
Na své další zastávce, v táboře Camp No 13 také známém jako Hayes camp, se Werra připojil ke skupince, která si sama říkala Swanwick Tiefbau A. G. (Swanwickští kopáči,a.s.). Zajatci plánovali vykopat tunel, kterým by mohli uprchnout. Práce jim zabrala měsíc, tunel byl hotov 17. prosince 1940. Zajatci si dokázali opatřit peníze i falešné doklady. 20. prosince von Werra se čtyřmi druhy utekli tunelem, kryti protiletadlovou palbou a zpěvem táborového sboru. Werrovi druzi byli chyceni už za několik dní. 15. prosince byl zatím Werra v nepřítomnosti vyznamenán rytířským křížem.

### "Nizozemská" anabáze
Von Werra se rozhodl utíkat na vlastní pěst. Vzal si s sebou svůj letecký oblek a rozhodl se vydávat za kapitána Van Lotta, nizozemského pilota RAF. Namluvil důvěřivému řidiči, že je sestřeleným pilotem bombardéru, který se snaží dostat ke své jednotce, a požádal ho, aby ho zavezl na nejbližší základnu RAF. V Codnor Park Station ho místní úředník vyslechl s podezřením, nakonec ale rozhodl, že mu zařídí dopravu na letiště RAF v Hucknallu poblíž Nottinghamu. Vyslechla ho i policie, ale von Werra všechny přesvědčil, že je zcela neškodný. V Hucknallu se ho velitel letky Boniface ptal na jeho umístění, Werra tvrdil, že spadá pod základnu Dyce poblíž Aberdeenu. Zatímco to Boniface ověřoval, von Werra se omluvil a rozběhl se k nejbližšímu hangáru, kde zkusil přesvědčit mechanika, že byl pověřen testovacím letem. Tehdy však už dorazil Boniface a pomocí zbraně ho zajal. Werra byl poslán zpátky do tábora Hayes a tam byl hlídán ozbrojenou stráží.

### Cesta do Kanady
V lednu 1941 byl Werra poslán do Kanady spolu s velkou skupinou německých zajatců. Jeho skupina byla umístěna v táboře na severním břehu Hořejšího jezera v Ontariu; Werra se tedy rozhodl uprchnout do stále neutrálních USA. 21. ledna vyskočil z okna vlaku jedoucího z Montrealu, opět za pomoci ostatních zajatců.

### Třetí pokus o útěk
Dopadl poblíž Smiths Falls 30 mil od řeky Svatého Vavřince. Ze stejného vlaku se pokusilo utéci sedm dalších vězňů, všichni však byli brzy chyceni. Von Werrovo zmizení bylo zaznamenáno až příští odpoledne.

### Werrův americký sen
Von Werra se dostal přes hranice do Ogdensburgu a sám se přihlásil na policii. Imigrační úředníci prohlásili, že do země vstoupil ilegálně, Werra proto kontaktoval německý konzulát. Brzy se mu dostala pozornosti tisku, kterému sdělil značně přikrášlenou verzi svého útěku. Zatímco americké a kanadské úřady jednaly o Werrově vydání, německý vicekonzul mu pomohl přes hranice do Mexika. Odsud von Werra pokračoval do Ria a dále do Barcelony a Říma. Do vlasti dorazil 18. dubna 1941.

### Zpátky v Německu
Von Werra se stal hrdinou. Hitler mu mohl osobně předat jeho rytířský kříž a Werra se oženil. Vyjádřil se také k podmínkám v německých zajateckých táborech, nepříznivě je srovnávaje s britskými, což mohlo vést ke zlepšení situace britských zajatců. Von Werra se vrátil k Luftwaffe, původně byl umístěn na ruskou frontu, kde dosáhl 13 sestřelů, později jako hlídka k Severnímu moři.

### Poslední let
25. října 1941, nyní u Jagdgeschwader 53, zmizelo Werrovo letadlo na obyčejném hlídkovém letu severně od nizozemského Vlissingenu. Pravděpodobně se jednalo o poruchu motoru. Jeho poslední, rádiem zachycená slova byla: „Mein Motor ist sauer. Versuche Bruchlandung.“ (Motor nepracuje. Zkusím nouzově přistát.)

## Vyznamenání
- Rytířský kříž Železného kříže (14. 12. 1940)
- Železný kříž, I. třída

údaje použity z: polská Wikipedie-Franz von Setra/Odznaczenia

## Zpracování příběhu Franze von Werry
- Franz von Werra se stal hlavním hrdinou knihy The one That Got Away Kendalla Burta a Jamese Leasora, která vyšla roku 1956[1].
- V roce 1957 podle ní natočil Roy Ward Baker film stejnojmenný film (v Česku prezentován pod názvem Útěkář ), který udělal přes noc hvězdu z německého herce, představitele titulního hrdiny, Hardyho Krügera.